# Ciudad Libertad Airport
Ciudad Libertad Airport är en flygplats i Kuba.   Den ligger i provinsen Havanna, i den västra delen av landet, i huvudstaden Havanna. Ciudad Libertad Airport ligger 20 meter över havet.
Terrängen runt Ciudad Libertad Airport är platt. Havet är nära Ciudad Libertad Airport åt nordväst. Runt Ciudad Libertad Airport är det mycket tätbefolkat, med 3 494 invånare per kvadratkilometer. Närmaste större samhälle är Havanna, 7,1 km nordost om Ciudad Libertad Airport. Runt Ciudad Libertad Airport är det i huvudsak tätbebyggt.